# Crocidura zaitsevi
Crocidura zaitsevi is een spitsmuis uit het geslacht Crocidura die voorkomt op de berg Ngoc Linh in de Vietnamese provincie Kon Tum. Deze soort is bekend van zes mannelijke en zes vrouwelijke exemplaren, die in april 2004 op 1650 tot 2300 m hoogte in een bos aan de westkant van de berg zijn gevangen door Aleksej Abramov. Deze soort is vernoemd naar wijlen de Russische zoöloog Michail Zaitsev (1954-2005), een specialist op het gebied van de insecteneters.
C. zaitsevi is een bijzonder kleine Crocidura met een vrij lange staart. Het rostrum is lang en smal, de interorbitale regio vrij breed. De eerste snijtand in de bovenkaak is naar voren gebogen. De derde kies in de onderkaak bevat een goed ontwikkelde talonide (een knobbel). De vacht aan de bovenkant van het lichaam is bruinachtig grijs, de onderkant is iets lichter. De bovenkanten van de voeten zijn duidelijk lichter van kleur dan het lichaam. De oren zijn donkergrijs. De kop-romplengte bedraagt 48 tot 58 (gemiddeld 53) mm, de staartlengte 33 tot 41 (37) mm, de achtervoetlengte 8 to 11 (10) mm, de oorlengte 5 tot 8 (7) mm en de schedellengte 14,19 tot 15,3 (14,79) mm.